# Autophila chamaephanes
Autophila chamaephanes là một loài bướm đêm trong họ Erebidae.